# 1920 dans le catholicisme
Chronologie du catholicisme
- 1916
- 1917
- 1918
- 1919
- 1920
- 1921
- 1922
- 1923
- 1924

Cet article présente les faits marquants de l'année 1920 dans le catholicisme.

## Évènements
- 13 mai : Canonisation de Gabriel de l'Addolorata et de  Marguerite-Marie Alacoque
- 16 mai : Canonisation de Jeanne d'Arc
- 23 mai : encyclique Pacem, Dei Munus Pulcherrimum de Benoît XV sur la paix et la réconciliation des Chrétiens.
- 15 septembre : Encyclique Spiritus Paraclitus de Benoît XV sur l'étude de la Bible.
- 5 octobre : encyclique Principi Apostolorum Petro de Benoît XV sur saint Éphrem de Nisibe qui est proclamé Docteur de l'Église.
- 1er décembre : encyclique Annus iam plenus de Benoît XV sur les enfants d'Europe centrale (une seconde fois).

## Naissances
Janvier
- 4 janvier : Iratzeder, moine bénédictin français, poète de langue basque († 13 octobre 2008)
- 8 janvier : Jean Dardel, prélat français, évêque de Clermont († 5 août 2005)
- 9 janvier : Marcel Petit, prêtre et éditeur français, spécialisé dans la littérature en langue d'oc († 8 décembre 2008)
- 10 janvier : Vincent O'Keefe, prêtre jésuite, enseignant et théologien américain († 22 juillet 2012)
- 15 janvier : John Joseph O'Connor, cardinal américain, archevêque de New York († 3 mai 2000)
- 16 janvier : Stéphane II Ghattas, cardinal égyptien, patriarche copte d'Alexandrie († 20 janvier 2009)

Février
- 4 février : Derek Worlock, prélat britannique, archevêque de Liverpool († 8 février 1996)
- 10 février : Jehan Revert, prêtre sulpicien et musicien français († 29 avril 2015)
- 20 février : Francis Hsu, prélat chinois, évêque de Hong Kong († 23 mai 1973)
- 21 février : Leo Scheffczyk, cardinal et théologien allemand († 8 décembre 2005)

Mars
- 1er mars : Simon Ignatius Pimenta, cardinal indien, archevêque de Bombay († 19 juillet 2013)
- 2 mars : 
  - Marcel Joseph Godard, prêtre, compositeur, organiste et chef de chœur français († 16 février 2007)
  - Joseph Moerman, prêtre belge engagé en faveur de l'enfance († 28 février 2012)
- 4 mars : Pierre Mamie, prélat suisse, évêque de Lausanne, Genève et Fribourg († 14 mars 2008)
- 5 mars : René Toussaint, prélat et missionnaire belge, évêque d'Idiofa († 21 mars 1993)
- 10 mars : 
  - Louis Coache, prêtre traditionaliste français († 21 août 1994)
  - Marcial Maciel Degollado, prêtre mexicain, fondateur de la Légion du Christ († 30 janvier 2008)
- 17 mars : José Tomás Sánchez, cardinal philippin de la Curie († 9 mars 2012)
- 19 mars : Laurent Noël, prélat canadien, évêque de Trois-Rivières († 2 juillet 2022)
- 23 mars : Miguel Maria Giambelli, prélat et missionnaire italien au Brésil († 26 décembre 2010)

Avril
- 12 avril : Gabriel Cabon, prêtre français, traducteur de la Bible en breton († 22 avril 2000)
- 19 avril : 
  - Alejandro Labaca, prélat capucin et missionnaire espagnol, vicaire apostolique d'Aguarico, martyr, vénérable († 21 juillet 1987)
  - Julien Ries, cardinal et enseignant belge († 23 février 2013)
- 30 avril : Timothée Pirigisha Mukombe, prélat congolais, évêque de Kasongo († 10 février 2004)

Mai
- 3 mai : Georges Baccrabère, prêtre, archéologue et historien français († 15 août 2007)
- 12 mai : Jean Marilier, prêtre et historien français († 28 juin 1991)
- 13 mai : Bienheureux Miroslav Bulešić, prêtre et martyr croate († 24 août 1947)
- 15 mai : Nasrallah Boutros Sfeir, cardinal libanais, patriarche maronite d'Antioche, précédemment évêque titulaire de Tarse des Maronites (de) († 12 mai 2019)
- 18 mai : Karol Wojtyła, futur pape Saint Jean-Paul II († 2 avril 2005)
- 25 mai : Urbano Navarrete, cardinal et enseignant espagnol († 22 novembre 2010)

Juin
- 13 juin : Bienheureuse María Agustina Rivas López, religieuse et martyre péruvienne du communisme († 27 septembre 1990)
- 17 juin : Jean Delorme, prêtre et bibliste français († 30 août 2005)
- 27 juin : Charles-Amarin Brand, prélat français, archevêque de Strasbourg († 31 mars 2013)

Juillet
- 1er juillet : Jean-Marie Fortier, prélat canadien, archevêque de Sherbrooke († 31 octobre 2002)
- 20 juillet : Adolfo Rodriguez Vidal, prélat hispano-chilien, évêque de Los Ángeles, serviteur de Dieu († 8 novembre 2003)
- 23 juillet : Adolphe-Marie Hardy, prélat français, évêque de Beauvais († 9 août 2011)

Août
- 2 août : Robert de Boissonneaux de Chevigny, prélat spiritain et missionnaire français, évêque de Nouakchott († 11 juin 2011)
- 9 août : Bienheureux Manuel Lozano Garrido, écrivain, journaliste et membre de l'Action catholique espagnol († 3 novembre 1971)
- 13 août : 
  - Bernard Coutant, prêtre, peintre et historien français († 19 juillet 2008)
  - Jean Honoré, cardinal français, archevêque de Tours († 28 février 2013)
- 20 août : Vincentas Sladkevičius, cardinal lituanien, archevêque de Kaunas († 28 mai 2000)

Septembre
- 17 septembre : Bernard Quinquet, prêtre français, engagé auprès des familles et des jeunes († 20 février 2008)
- 22 septembre : Léon Dixneuf, prélat français, évêque auxiliaire de Rennes († 27 juin 1973)
- 26 septembre : Roger Guindon, prêtre, enseignant et théologien canadien († 17 novembre 2012)
- 27 septembre : 
  - André Boissonnet, prêtre français, directeur général de l'Œuvre d'Orient († 28 avril 2007)
  - Édouard Massaux, prêtre, enseignant et théologien belge († 25 janvier 2008)

Octobre
- 6 octobre : Michel Jaouen, prêtre jésuite et éducateur français, "curé des mers" († 7 mars 2016)
- 11 octobre : James Hickey, cardinal américain, archevêque de Washington († 24 octobre 2004)
- 20 octobre : Jacques Poupon, prêtre, conseiller municipal et fondateur français d’œuvres de charité († 8 février 1992)
- 24 octobre : Robert Coffy, cardinal français, archevêque de Marseille († 15 juillet 1995)

Novembre
- 2 novembre : William J. Richardson, prêtre jésuite et philosophe américain († 10 décembre 2016)
- 4 novembre : Joseph Fitzmyer, prêtre jésuite, bibliste et théologien américain († 24 décembre 2016)
- 8 novembre : Eugênio de Araújo Sales, cardinal brésilien, archevêque de Rio de Janeiro († 9 juillet 2012)
- 13 novembre : 
  - Maurice Cordier, prêtre et résistant français († 20 août 2014)
  - Edward Thomas Hughes, prélat américain, évêque de Metuchen (en) († 25 décembre 2012)
- 15 novembre : Robert Drinan, prêtre jésuite, avocat, militant et homme politique américain († 28 janvier 2007)
- 30 novembre : Edward Thomas Hughes, prélat américain, évêque de Metuchen († 25 décembre 2012)

Décembre
- 3 décembre : Eduardo Francisco Pironio, cardinal argentin de la Curie († 5 février 1998)
- 10 décembre : Antonio Fragoso, prélat brésilien, évêque de Crateús († 12 août 2006)
- 31 décembre : Jean Chabbert, prélat français, archevêque-évêque de Perpignan († 20 septembre 2016)

Date précise inconnue
- Laurent Zhang Wenchang, prêtre chinois, administrateur apostolique de plusieurs diocèses († 5 février 2012)

## Décès
- 12 janvier : Hyacinthe-Joseph Jalabert, prélat et missionnaire française, vicaire apostolique de Sénégambie (° 12 novembre 1859)
- 10 février : Aristide Rinaldini, cardinal italien, diplomate du Saint-Siège (° 5 février 1844)
- 20 février : Sainte Jacinthe Marto, fillette portugaise témoin des apparitions mariales de Fátima (° 5 mars 1910)
- 1er mars : René François Renou, prélat français, archevêque de Tours (° 2 décembre 1844)
- 10 mars : Émile-Joseph Legal, prélat canadien, archevêque d'Edmonton (° 9 octobre 1849)
- 18 mars : Filippo Giustini, cardinal italien de la Curie (° 8 mai 1852)
- 20 avril : Edwin Bonnefoy, prélat français, archevêque d'Aix-en-Provence (° 27 février 1836)
- 15 mai : Giulio Boschi, cardinal italien, archevêque de Ferrare (° 2 mars 1838)
- 17 mai : Edmond Jaspar, prêtre belge (° 27 juillet 1834)
- 27 mai : Pierre-Louis Péchenard, historien et prélat français, évêque de Soissons (° 5 décembre 1842)
- 9 juin : Paul Bedjan, prêtre lazariste et orientaliste français (° 27 novembre 1838)
- 26 juillet : Jean-Martial Besse, moine bénédictin, écrivain et historien français (° 29 octobre 1861)
- 20 août : Constant Prodhomme, prélat et missionnaire français, vicaire apostolique du Laos (° 23 janvier 1849)
- 22 août : Théodore Garnier, prêtre, militant et essayiste français, précurseur du catholicisme social (° 24 décembre 1840)
- 29 août : 
  - Léon Adolphe Amette, cardinal français, archevêque de Paris (° 6 septembre 1850)
  - Auguste Duret, prélat et missionnaire français en Égypte (° 2 janvier 1846)
- 2 septembre : Victoriano Guisasola y Menéndez, cardinal espagnol, archevêque de Tolède et patriarche des Indes occidentales (° 21 avril 1852)
- 4 septembre : André Lecler, prêtre et historien français (° 30 août 1834)
- 2 novembre : Paul Peyron, prêtre, historien et archiviste français (° 27 mars 1842)
- 7 décembre : José Sebastião d'Almeida Neto, cardinal portugais, patriarche de Lisbonne (° 8 février 1841)